# NGC 263
NGC 263 ist eine Spiralgalaxie vom Hubble-Typ Sbc im  Sternbild Walfisch, welche etwa 390 Millionen Lichtjahre von der Milchstraße entfernt ist.
Das Objekt wurde im Jahr 1886 von dem US-amerikanischen Astronomen Francis Preserved Leavenworth entdeckt.